# Mont Nyū
Le mont Nyū (乳, Nyū) est un stratovolcan du Groupe volcanique septentrional de Yatsugatake situé à Koumi dans la préfecture de Nagano au Japon. Cette montagne fait partie du parc quasi national de Yatsugatake-Chūshin Kōgen.